# Nephrotoma biformis
Nephrotoma biformis är en tvåvingeart som beskrevs av Alexander 1935. Nephrotoma biformis ingår i släktet Nephrotoma och familjen storharkrankar. Inga underarter finns listade i Catalogue of Life.